# 제월당 및 옥오재
제월당 및 옥오재(霽月堂 및 玉吾齋)는 대전광역시 읍내동에 있는 조선시대의 건축물이다. 1989년 3월 18일 대전광역시의 유형문화재 제9호로 지정되었다.

## 개요
조선 숙종(재위 1674∼1720) 때 문신 송규렴(1630∼1709)이 지은 별당건물로 그의 호를 따서 제월당이라 하였다. 지금 건물은 조선 후기에 다시 지은 것이다.
앞면 3칸·옆면 2칸의 규모이며, 왼쪽 2칸은 대청마루고 오른쪽 1칸은 온돌방을 들였다. 방 뒤쪽에는 1칸을 더 내어 위는 누다락, 아래는 아궁이로 사용한다.
옥오재는 송규렴의 아들인 송상기(1657∼1723)가 지은 건물이다. ‘옥오(玉吾)’는 차라리 깨어지더라도 옥(玉)을 택하겠다는 소신이 담긴 뜻으로, 충성스러운 말과 도리를 지키기 위하여 죽음까지도 불사하겠다는 기개를 엿볼 수 있다.
제월당은 안채와 사랑채를 겸하도록 지은 ㄷ자형의 전통적인 민가건물이다.

## 사진

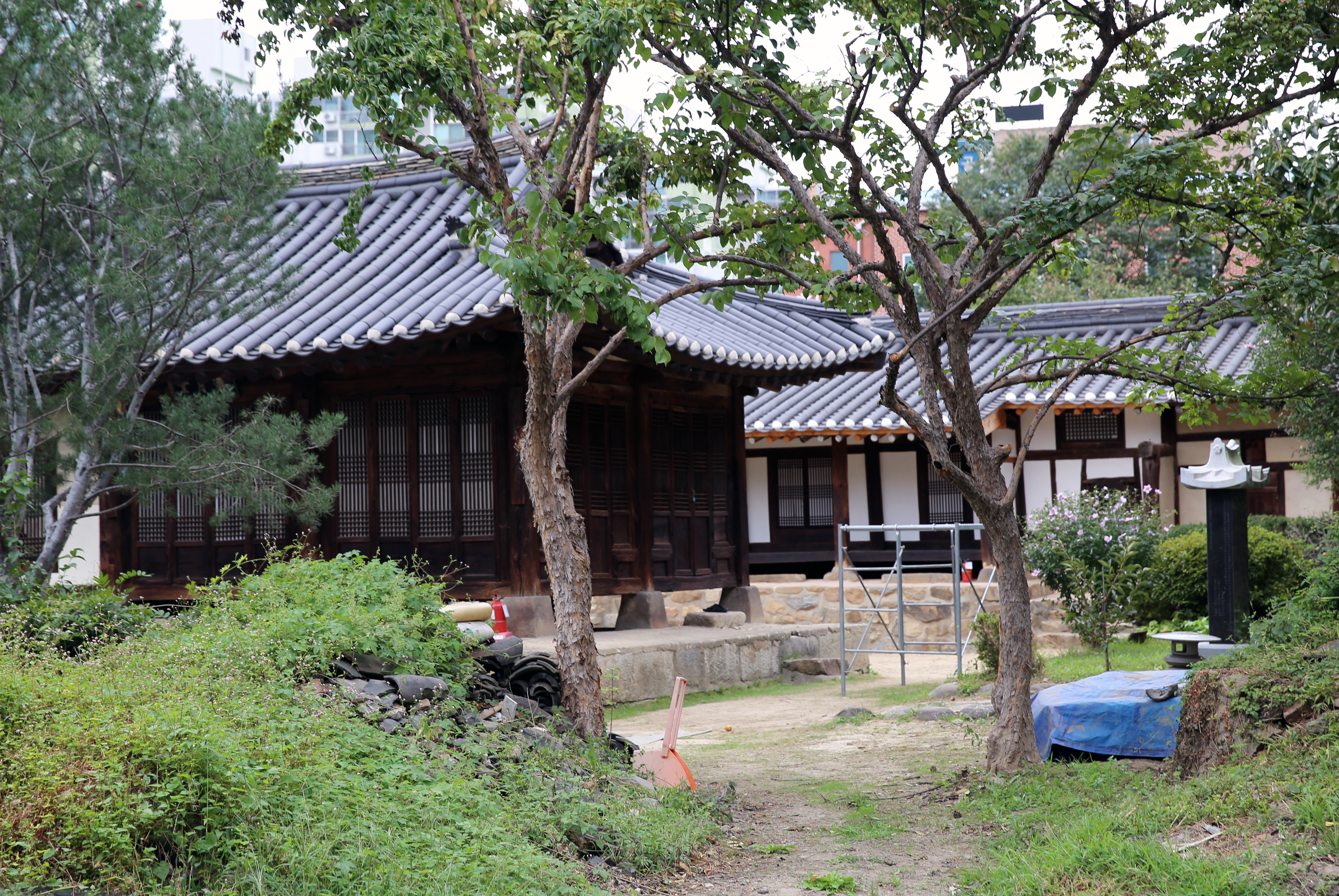
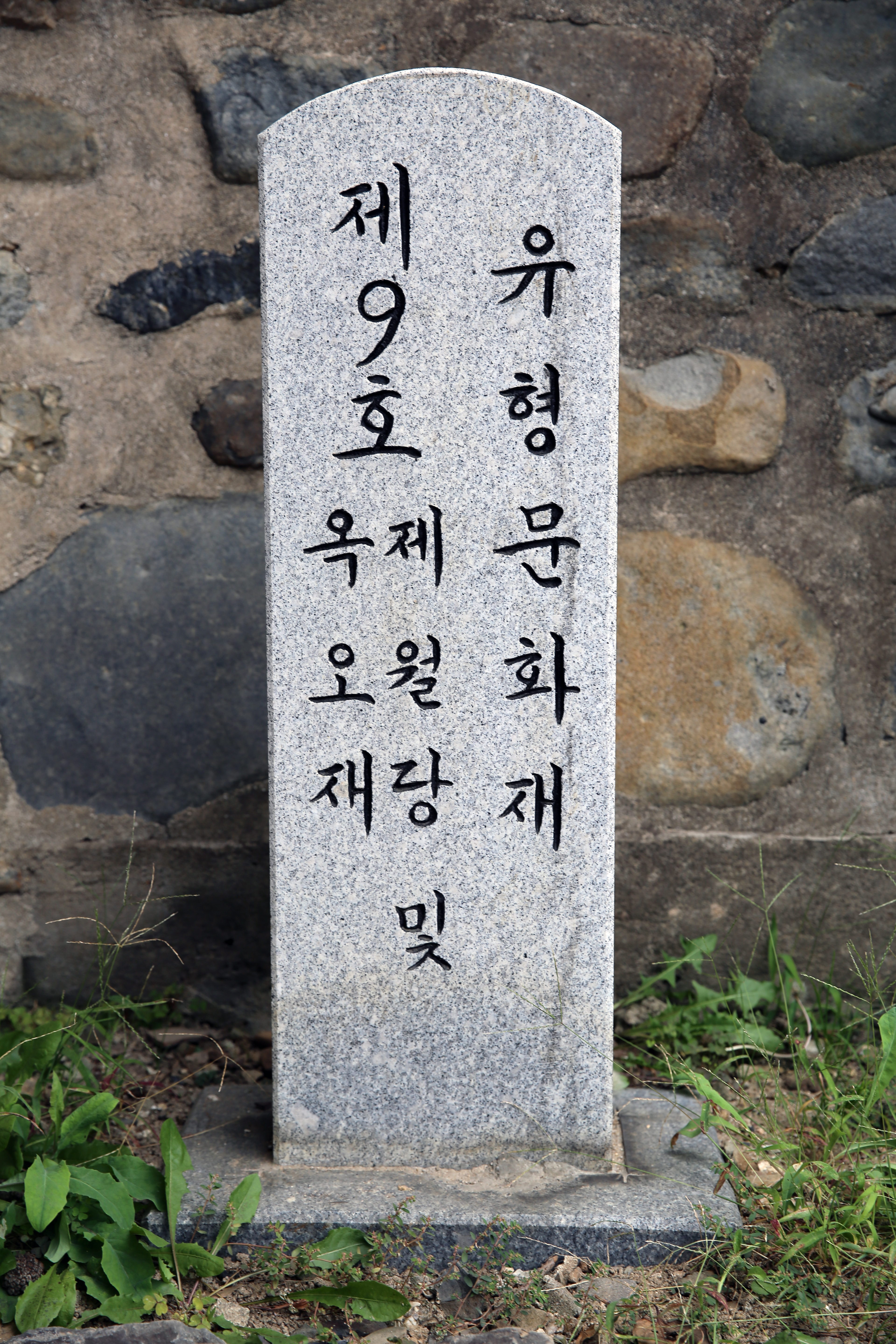

## 같이 보기
- 송규렴

## 참고 자료
- 제월당및옥오재 - 국가유산청 국가유산포털